# Apoliprotéine C-I
L'apolipoprotéine C-I est l'une des quatre apolipoprotéine C. Son gène est APOC1 situé sur le chromosome 19 humain.

## Rôle
Il inhibe la capture hépatique des VLDL, augmentant le taux sanguin de ce dernier.

## En médecine
Son taux est corrélé avec celui des triglycérides sanguins et la présence d'un athérome carotidien.